# 12-я группа армий
12-я группа армий (англ. 12th Army Group) — оперативно-стратегическое объединение Армии США во время Второй мировой войны, самая крупная из американских групп армий. Действовала на территории оккупированной немцами части Франции, Бельгии и Германии в 1944-45 годах. К маю 1945 года включала свыше 1,3 млн человек.

## История
Созданная через восемь дней после высадки в Нормандии, она первоначально включала в себя 1-ю и 3-ю полевые армии США. Имея различный состав в 1944 и 1945 годах 12-я группа армий включала в себя бо́льшую часть американских сил на Западном фронте. Ею командовал генерал Омар Брэдли со штабом в Лондоне с 14 июля 1944 года.
В течение первой недели высадки в Нормандии и Нормандской операции, 1-я полевая армия США Омара Брэдли сформировала правое крыло фронта союзников. В июле к ним присоединилась 3-я полевая армия США под командованием генерала Джорджа С. Паттона, сформировав 12-ю группу армий. До сентября, когда генерал Эйзенхауэр принял командование сухопутными войсками союзников в Северо-Западной Европе, американские войска в Нормандии были включены в состав 2-й британской полевой армии и 1-й канадской полевой армии в состав 21-й группы армий под командованием генерала Монтгомери.
После прорыва с берега в Нормандии 12-я группа армий сформировала центр союзных сил на Западном фронте. На севере находилась британская 21-я группа армий (1-я канадская и 2-я британская полевые армии), а на юге, продвигающаяся после высадки на французском побережье Средиземного моря, была 6-я группа армий (7-я полевая армия США и 1-я полевая армия Свободной Франции).
По мере продвижения 12-й группы армий через Германию в 1945 году она стала контролировать четыре полевые армии США: 1-ю, 3-ю, 9-ю и 15-ю. К Дню Победы 12-я группа армий насчитывала более 1,3 миллиона человек.

## Состав

### 8 мая 1945 года
- 12-я группа армий (генерал Омар Н. Брэдли)
  - 1-я полевая армия (генерал Кортни Х. Ходжес)
    - 78-я пехотная дивизия (генерал-майор Эдвин П. Паркер-младший)
    - 7-й армейский корпус (генерал-лейтенант Дж. Лотон Коллинз)
      - 9-я пехотная дивизия (генерал-майор Луи А. Крейг)
      - 69-я пехотная дивизия (генерал-майор Эмиль Рейнхардт)
      - 104-я пехотная дивизия (генерал-майор Терри де ла Меса Аллен-старший)

  - 3-я полевая армия (генерал Джордж С. Паттон-младший)
    - 1-я пехотная дивизия (генерал-майор Клифт Андрус)
    - 2-я пехотная дивизия (генерал-майор Уолтер М. Робертсон)
    - 9-я бронетанковая дивизия (генерал-майор Джон У. Леонард)
    - 70-я пехотная дивизия (генерал-майор Эллисон Дж. Барнетт)
    - 97-я пехотная дивизия (бригадный генерал Милтон Б. Хэлси)
    - 3-й армейский корпус (генерал-майор Джеймс Ван Флит)
      - 4-я пехотная дивизия (генерал-майор Гарольд В. Блейкли)
      - 14-я бронетанковая дивизия (генерал-майор Альберт С. Смит)
      - 99-я пехотная дивизия (генерал-майор Вальтер Э. Лауэр)

    - 5-й армейский корпус (генерал-майор Кларенс Р. Хюбнер)
      - 16-я бронетанковая дивизия (бригадный генерал Джон Л. Пирс)

    - 12-й армейский корпус (генерал-майор Стаффорд Лерой Ирвин)
      - 4-я бронетанковая дивизия (генерал-майор Уильям М. Хоге)
      - 5-я пехотная дивизия (генерал-майор Альберт Э. Браун
      - 11-я бронетанковая дивизия (генерал-майор Холмс Э. Дагер)
      - 26-я пехотная дивизия (генерал-майор Уиллард С. Пол)
      - 90-я пехотная дивизия (генерал-майор Герберт Л. Эрнест)

    - 20-й армейский корпус (генерал-майор Уолтон Х. Уокер)
      - 13-я бронетанковая дивизия (генерал-майор Джон Милликин)
      - 65-я пехотная дивизия (генерал-майор Стэнли Э. Рейнхарт)
      - 71-я пехотная дивизия (генерал-майор Уиллард Г. Уайман)
      - 80-я пехотная дивизия (генерал-майор Гораций Л. Макбрайд)

  - 9-я полевая армия (генерал-лейтенант Уильям Симпсон)
    - 2-я бронетанковая дивизия (генерал-майор Исаак Д. Уайт)
    - 8-й армейский корпус (генерал-майор Трой Х. Миддлтон)
      - 6-я бронетанковая дивизия (генерал-майор Роберт У. Гроу)
      - 76-я пехотная дивизия (генерал-майор Уильям Р. Шмидт)
      - 87-я пехотная дивизия (генерал-майор Франк Л. Куллин-младший)
      - 89-я пехотная дивизия (генерал-майор Томас Д. Финли)

    - 13-й армейский корпус (генерал-майор Алван С. Гиллем-младший)
      - 30-я пехотная дивизия (генерал-майор Леланд С. Хоббс)
      - 35-я пехотная дивизия (генерал-майор Пол Бааде)
      - 83-я пехотная дивизия (генерал-майор Роберт С. Мейкон)
      - 84-я пехотная дивизия (генерал-майор Александр Р. Боллинг)
      - 102-я пехотная дивизия (генерал-майор Фрэнк А. Китинг)

    - 16-й армейский корпус (генерал-майор Джон Б. Андерсон)
      - 29-я пехотная дивизия (генерал-майор Чарльз Х. Герхардт)
      - 75-я пехотная дивизия (генерал-майор Рэй Портер)
      - 79-я пехотная дивизия (генерал-майор Ира Т. Выче)
      - 95-я пехотная дивизия (генерал-майор Гарри Л. Твадл)

    - 19-й армейский корпус (генерал-майор Рэймонд С. Маклейн)
      - 3-я бронетанковая дивизия (бригадный генерал Дойл О. Хикки)
      - 8-я бронетанковая дивизия (генерал-майор Джон М. Девайн)

  - 15-я полевая армия (генерал-лейтенант Леонард Героу)
    - 66-я пехотная дивизия (генерал-майор Герман Ф. Крамер)
    - 106-я пехотная дивизия (генерал-майор Дональд А. Стро)
    - 18-й воздушно-десантный корпус (генерал-майор Мэтью Б. Риджуэй)
      - 5-я бронетанковая дивизия (генерал-майор Лансфорд Э. Оливер)
      - 7-я бронетанковая дивизия (генерал-майор Роберт В. Хасбрук)
      - 8-я пехотная дивизия (генерал-майор Брайант Э. Мур)
      - 82-я воздушно-десантная дивизия (генерал-майор Джеймс М. Гэвин)

    - 22-й армейский корпус (генерал-майор Эрнест Н. Хармон)
      - 17-я воздушно-десантная дивизия (генерал-майор Уильям М. Майли)
      - 94-я пехотная дивизия (генерал-майор Гарри Дж. Малони)

    - 23-й армейский корпус (генерал-майор Хью Дж. Гаффи)
      - 28-я пехотная дивизия (генерал-майор Норман Д. Кота)[3]